# 醉後型男日記
《醉後型男日記》（英語：The Rum Diary）是一部2011年美國喜劇電影，由布魯斯·羅賓遜執導，強尼·戴普主演。電影改編自作家亨特·斯托克頓·湯普森1998年的小說蘭姆酒日記。